# 蔡悼侯
蔡悼侯（？—前519年），即姬東國，為春秋諸侯國蔡國君主之一，他為蔡靈侯孫子，於前521年逐前任君主蔡平侯之子，自己擔任該國君主，在位期間為前521年—前519年，共3年。